# La Planète Sauvage
La Planète Sauvage (letterlijk te vertalen als de barbaarse planeet; internationaal ook uitgebracht onder de Engelse titel Fantastic Planet) is een animatie-sciencefictionfilm uit 1973, geregisseerd door René Laloux. De film is een internationaal samenwerkingsproject tussen Frankrijk en Tsjecho-Slowakije. Het verhaal is gebaseerd op de roman Oms en série van Stefan Wul. Laloux schreef zelf het scenario, samen met producer Roland Topor.
De film won de Grand Prix op het filmfestival van Cannes.

## Verhaal
Een onbekend aantal jaar in de toekomst is de mens gevangen door een kolossaal buitenaards ras genaamd de Draag, en meegenomen naar hun thuisplaneet. De Draag zijn een humanoïde ras met een blauwe huid en 100 keer groter dan een mens. Ze leven ook veel langer dan mensen; een week van de Draag staat gelijk aan een jaar van een mensenleven. Sommige mensen, door de Draag "Oms" genoemd (een woordspeling op het Franse woord hommes, wat mensen betekent) worden als huisdier gehouden. Anderen hebben kunnen ontsnappen en leven nu in het wild, maar zij worden door de Draag beschouwd als ongedierte. De manier waarop de Draag de Oms behandelen is tegenstrijdig met hun verdere levensstijl, die gekenmerkt wordt door geavanceerde technologie en een hoge mate van spirituele ontwikkeling.
Bij aanvang van de film wordt een jonge vrouw gedood door een groep Draag-kinderen, wanneer ze haar hard op de grond laten vallen. Haar pasgeboren baby wordt door een vrouwelijke tiener-Draag genaamd Tiwa in huis genomen. Ze noemt hem Terr (Aarde). Door de jaren heen ontwikkelen de twee een band zoals die ook voorkomt bij mensen en hun huisdieren. Tiwa neemt Terr overal mee naartoe, ook wanneer ze moet studeren, wat gebeurt via een speciale koptelefoon die de kennis direct in haar hoofd overbrengt. Zodoende verkrijgt Terr cruciale informatie over de Draag en hun technologie. Ondertussen krijgt de kijker ook te zien dat de aarde zich in een post-apocalyptische staat bevond toen de Draag de Oms vonden.
Na verloop van tijd verliest Tiwa haar interesse in Terr en hij besluit te ontsnappen en neemt de koptelefoon mee. Hij wordt gevonden door een vrouwelijke wilde Om, die hem meeneemt naar haar stam, die zich verborgen houdt in een park. Terr wordt in de stam opgenomen wanneer hij onthult onder andere het Draagschrift te kunnen lezen. Alleen een Om die enkel bekendstaat als 'de tovenaar' accepteert hem niet en daagt Terr uit tot een duel. Terr wint dit duel.
In de volgende paar scènes is te zien hoe de Oms zich hebben aangepast aan het leven op de nieuwe planeet. Terr leert de Oms van de stam lezen. Zodoende ontdekken ze dat de Draag een actie hebben gepland om alle wilde Oms in het park uit te roeien. Terr probeert ook een vijandige stam in het park te waarschuwen voor het naderende gevaar. Ze geloven hem eerst niet, tot de aanval begint. Veel Oms komen om door het gifgas dat de Draag gebruiken, maar anderen kunnen ontkomen en slagen er zelfs in een van de Draag te doden. Dit zorgt voor grote onrust bij de Draag, die besluiten het uitroeien van de Oms naar een nieuw niveau te tillen.
Ondertussen weten de overlevende Oms, geleid door Terr en een oude vrouw, een raketopslagplaats te bereiken. Geholpen door Terrs kennis slagen ze erin deze technologie aan te passen voor hun eigen gebruik en zich beter te bewapenen tegen de aanvallen van de Draag. Wat volgt is een strijd waarbij beide partijen steeds harder toeslaan, tot duidelijk is dat ze elkaar zullen vernietigen als ze geen manier vinden om samen te leven. Dit gebeurt uiteindelijk, wanneer de Draag toestaan dat de Oms een satelliet bouwen waar ze op kunnen leven. De satelliet krijgt de naam 'Terra'.

## Stemacteurs
| Acteur              | Personage                   | Engelse stemacteur |
| ------------------- | --------------------------- | ------------------ |
| Jennifer Drake      | Tiwa                        | Cynthia Adler      |
| Jean Valmont        | Volwassen Terr / verteller  | Barry Bostwick     |
| Eric Baugin         | Jonge Terr                  | Mark Gruner        |
| Jean Topart         | Meester Sinh (Tiwa's vader) | Hal Smith          |
| Sylvie Lenoir       | Diverse stemmen             |                    |
| Michèle Chahan      | Diverse stemmen             |                    |
| Yves Barsacq        | Om                          | Hal Smith          |
| Hubert de Lapparent | Diverse stemmen             |                    |
| Gérard Hernandez    | Meester Taj                 | Olan Soule         |
| Claude Joseph       | Diverse stemmen             |                    |
| Philippe Ogouz      | Diverse stemmen             |                    |
| Jacques Ruisseau    | Diverse stemmen             |                    |
| ?                   | tovenaar                    | Hal Smith          |
| ?                   | meester Kon                 | Marvin Miller      |
| ?                   | opperhoofd "Grote Boom"     | Marvin Miller      |
| ?                   | diverse stemmen             | Nora Heflin        |
| ?                   | diverse stemmen             | Monika Ramirez     |

## Achtergrond

### Thema’s
De film maakt sterk gebruik van surrealistische beelden, kenmerkend voor Roland Topor. Het landschap van de Draagplaneet bevindt zich vol vreemde wezens.
Een belangrijk thema in de film is de botsing tussen wetenschap en bijgeloof. De Tovenaar wil niet dat Terr zijn kennis met de stam deelt, omdat hij bang is dan zijn machtspositie te verliezen. De kennis overwint uiteindelijk de onwetendheid, maar pas na een gevecht. Terrs drang om kennis te delen brengt uiteindelijk ook twee vijandige stammen samen, waarna ze samenspannen tegen de Draags.
De Draags en Oms leren uiteindelijk samen te leven. De boodschap dat blijkbaar alle groepen dit kunnen indien hun leiders ertoe bereid zijn is mogelijk in de film verwerkt vanwege de Koude Oorlog.

### Wetenswaardigheden
- De werktitel van de film was Sur la planète Ygam (Op de planeet Ygam).[2]
- In het boek wordt de naam van de Draags geschreven als Traag.
- Beelden van La Planète Sauvage zijn te zien in de film The Cell.
- Madlib noemde La Planète Sauvage als een van zijn inspiratiebronnen voor zijn albumcovers en voor het lied "Come On Feet" .

### Filmscore
Tracklijst:
1. Deshominisation (II) (0:51)
2. Deshominisation (I) (3:45)
3. Générique (0:40)
4. Le Bracelet (1:22)
5. Ten et Tiwa (1:43)
6. Maquillage de Tiwa (1:12)
7. Course de Ten (0:48)
8. Ten et Medor (1:43)
9. Ten et Tiwa Dorment (0:42)
10. Ten Est Assome (0:40)
11. Abite (0:47)
12. Conseil des Draags (0:49)
13. Les Hommes - la Grande Co-Existence (4:22)
14. La Femme (2:06)
15. Mira et Ten (0:39)
16. Mort de Draag (0:46)
17. L'Oiseau (2:21)
18. La Cite des Hommes Libres (0:44)
19. Attaque des Robots (2:00)
20. La Longue Marche - Valse des Statues (2:09)
21. Les Fusées (2:05)
22. Générique (1:09)
23. Strip Tease (2:19)
24. Méditation des Enfants (1:28)
25. La Vieille Meurt (0:43)

## Prijzen en nominaties
- In 1973 won La Planète Sauvage de Grand Prix op het filmfestival van Cannes. Tevens werd de film genomineerd voor een Golden Palm.
- In 1975 werd de film genomineerd voor een Nebula Award voor Best Dramatic Presentation.